# Villains
Villains är det sjunde studioalbumet av gruppen Queens of the Stone Age. Albumet gavs ut 25 augusti 2017. Första singeln "The Way You Used to Do" kom 15 juni 2017. Albumet producerades av Mark Ronson.

## Låtlista
1. "Feet Don’t Fail Me"
2. "The Way You Used to Do"
3. "Domesticated Animals"
4. "Fortress"
5. "Head Like a Haunted House"
6. "Un-Reborn Again"
7. "Hideaway"
8. "The Evil Has Landed"
9. "Villains of Circumstance"